# Rayo Vallecano (béisbol)
El Rayo Vallecano fue un equipo español de béisbol ubicado en Madrid. Era una sección deportiva del Rayo Vallecano de Madrid.

## Historia
Se creó en 1966 y competía en el Campeonato de España. 
En 1968 el Rayo Vallecano se proclamaba vencedor de la Segunda división del béisbol español, ganando en la final que se disputó en Vigo, al CBS Antorcha de Valencia. En 1970 el Rayo consiguió el título de campeón de España. Meses más tarde se haría con la Copa del Turismo español y la Copa Federación.
Por quedar campeón de España el Rayo Vallecano participó en la Copa de Europa de béisbol y fue apeado de ella, en cuartos de final, por el Milano Baseball 1946, campeón de Italia.
En 1973 el Rayo Vallecano se integró en El Corte Inglés de Madrid.

## Palmarés
- 1 Campeonato de España: 1970